# Ильевка (Волгоградская область)
Ильёвка — посёлок в Калачёвском районе Волгоградской области. Административный центр Ильевского сельского поселения.
Основан в XIX веке как посёлок Ильёвский.
Население — 1451 (2010)

## Физико-географическая характеристика
Поселок расположен в степи на крайнем юге Приволжской возвышенности, относящейся к Восточно-Европейской равнине, на северном берегу Карповского водохранилища, на высоте около 55 метров над уровнем моря. Рельеф местности полого-увалистый, имеет общий уклон по направлению к водохранилищу. Почвы каштановые.
Географическое положение
По автомобильным дорогам расстояние до областного центра города Волгограда составляет 74 км, до районного центра города Калач-на-Дону — 9 км. 
Климат
Климат умеренный континентальный с жарким и засушливым летом и малоснежной, иногда с большими холодами, зимой. Согласно классификации климатов Кёппена климат характеризуется как влажный континентальный (индекс Dfa). Температура воздуха имеет резко выраженный годовой ход. Среднегодовая температура положительная и составляет + 8,4 °С, средняя температура января −7,2 °С, июля +23,8 °С. Расчётная многолетняя норма осадков — 378 мм, наибольшее количество осадков выпадает в декабре (40 мм) и мае (39 мм), наименьшее в марте (23 мм).
Часовой пояс
Ильёвка, как и вся Волгоградская область, находится в часовой зоне МСК (московское время). Смещение применяемого времени относительно UTC составляет +3:00.

## Население
| 1859 | 1873 | 1897 | 1915 | 2010  |
| ---- | ---- | ---- | ---- | ----- |
| 202  | ↗544 | ↗761 | ↗778 | ↗1451 |

В 1859 году хуторе имелось 47 дворов, проживало 110 душ мужского и 92 женского пола. Согласно Списку населённых мест Области Войска Донского по переписи 1873 года в хуторе имелся 101 двор, проживало 284 душ мужского и 260 женского пола
Согласно переписи населения 1897 года в хуторе Ильёвском проживало 365 душ мужского и 396 женского пола. К началу 1915 года население хутора составило 778 человек

## История
Предположительно основан в XIX веке как хутор Ильёвский. Точная дата основания не установлена. Согласно Списку населённых мест Земли Войска Донского в 1859 году хутор Ильёвский относился к юрту станицы Пятиизбянской Второму Донскому округу. 
В 1921 году в составе Второго Донского округа включен в состав Царицынской губернии. В 1928 году хутор вошёл в состав Калачевского района Сталинградского округа Нижневолжского края (с 1934 года — Сталинградский край, с 1936 года — Сталинградская область, с 1961 года — Волгоградская область).
Первоначально хутор располагался юго-западнее, на правом берегу Карповки, ближе к Дону. При строительстве Цимлянского водохранилища хутор попал в зону затопления и был перенесён на современное место.

## Инфраструктура
Личное подсобное хозяйство.

## Транспорт
Через поселок проходит федеральная автодорога А260. Железнодорожная станция Ильевка линии Волгоград I — Донская Волгоградского региона Приволжской железной дороги.